# ظاهرات المتك
ظاهرات المتك أو حشرات ذات تقاطيع جسرية (الاسم العلمي: Zygentoma)، رتبة حشرات دابة من ثنائيات اللقمة. تتميز بانطلاق مكنها. قرونها الاستشعارية عديدة الفواصل خيطية الشكل. تضم حوالي 400 نوع.